# Blaise Cronin
Blaise Cronin (1949) es un bibliómetra, documentalista e informatólogo irlandés. 
Abrió nuevas vía de investigación teórica en el campo de la información y documentación en organizaciones, además de ser pionero en el desarrollo de una teoría de citas bibliométricas.

## Biografía
Blaise Cronin nació en Newry en Irlanda del Norte. Se licenció en el Trinity College de Dublín en 1971, realizando posgrados en Biblioteconomía en la Universidad Queen's de Belfast, doctorándose en dicho centro en 1983 en Información. Paralelamente, fue investigador principal de la Association for Information Management de Londres desde 1980 a 1985, año en que pasa al ámbito académico recalando en la Universidad de Glasgow (Escocia). En 1991, abandona Europa para trabajar en al Universidad de Indiana en la facultad de Biblioteconomía y Documentación en donde fue decano durante 19 años. Además, ha sido profesor residente en numerosos centros como la Universidad de Brighton o la Universidad Napier de Edimburgo.
Ha sido miembro del consejo de redacción de numerosas revistas científica, siendo editor de la revista Annual Review of Information Science and Technology de 2001 a 2011. En 2009 fue nombrado editor jefe de la revista JASIST. También es miembro de distintas asociaciones como la American Society of Information Science and Technology, la Association for Computing Machinary o la International Society for Scientometrics and Informetrics.
Como consultor externo ha trabajado con la UNESCO, la OTAN, el British Council o con Chemical Abstract Services. También ha colaborado con diferentes ministerios de países de distintos continentes.

## Obra académica

### Formulación delInformation Management
A mediados de los 80, el campo teórico en Documentación dio un paso de gigante cuando comenzó a tratar la gestión de la información y documentación en la organizaciones. Los teóricos anglosajones fueron los primeros en considerar a la información como un bien económico, un factor de producción y una forma de capital. Blaise Cronin fue pionero en considerar a la información como una fuente de poder al ser detentadora del conocimiento y, por tanto, un factor de decisión.
Cronin llamaría a esta nueva disciplina Information Management o Gestión de la información y considera a las organizaciones como sistemas de información organizados. Esta gestión sería un aspecto integral de las organizaciones al ser capaz de articular respuestas al desarrollo de factores tales:
- Al crecimiento del volumen y variedad de la información documental.
- Convergencia de las tecnologías relacionadas con la creación, comunicación y diseminación de la información.
- Obtener información clave para las organizaciones.
- Gestionar de manera eficaz este recurso.

Para realizar estas tareas, Cronin postula un nuevo profesional al que llama Information Manager o gestor de la información, que sería responsable de todos los flujos informativos que genere la organización. Para conseguirlo, Cronin considera que los sistemas de información tradicionales han estado demasiado centrados en las tareas rutinarias del tratamiento documental.

### Teoría de la citación
Blaise Cronin también ha trabajado profusamente en Bibliometría e Informetría, en donde ha investigado en los procesos de citación, siendo pionero en diseñar una Teoría de citas. Su enfoque se produce desde la Recuperación de información y considera a las citas como una función en la comunidad científica entre textos. Estas citas, están ligadas a los flujos del conocimiento, e influyen en las relaciones sociales e intelectuales; es decir, analiza como los trabajos citan a determinados autores por agradecimiento o deuda intelectual o científica, pero que no han tenido especial relevancia ni en la metodología, proceso o resultados del trabajo científico publicado.
Además, Cronin señala un hecho bastante curioso que se repite en artículos científicos: a cuanta mayor profundidad física, mayores serán también las citas y las coautorías. Aun así, Cronin considera que las citas bibliográficas siguen teniendo vigencia ya que señalan el impacto que ha tenido un artículos en la literatura científica posterior.

## Publicaciones y premios
Blaise Cronin ha sido galardonado con numerosos premios, entre ellos, el Premio ASIST al Mérito Académico en 2006 y la Medalla Derek de Solla Price en 2013 con sus contribuciones bibliométricas.
Cronin ha publicado más de 300 escritos entre monografías, artículos científicos o de opinión, conferencias, etc. Entre ellos destacan:
- 1984: The citation process.
- 1988: Post-professionalims (junto a Elizabeth Davenport.
- 1991: Elements of Information Management (también junto a Davenport).
- 1995: The scholar's courtesy.
- 2000: The web of knowledge.
- 2005: The hand of Science.